# Fed Cup 2009 – zóna Asie a Oceánie
Zóna Asie a Oceánie je jednou ze tří oblastních zón Fed Cupu.

## 1. skupina
- Místo: State Tennis Center, Perth, Austrálie
- Povrch: tvrdý (venku)
- Datum: 4.- 7. února 2009

|    | skupina A         | NZL | IDN | UZB | IND |
| 1. | Nový Zéland (3-0) |     | 2-1 | 2-1 | 3-0 |
| 2. | Indonésie (2-1)   | 1-2 |     | 2-1 | 3-0 |
| 3. | Uzbekistán (1-2)  | 1-2 | 1-2 |     | 3-0 |
| 4. | Indie (0-3)       | 0-3 | 0-3 | 0-3 |     |

|    | skupina B         | AUS | THA | KOR | TPE |
| 1. | Austrálie (3-0)   |     | 3-0 | 3-0 | 3-0 |
| 2. | Thajsko (2-1)     | 0-3 |     | 3-0 | 3-0 |
| 3. | Jižní Korea (1-2) | 0-3 | 0-3 |     | 2-1 |
| 4. | Tchaj-wan (0-3)   | 0-3 | 0-3 | 1-2 |     |

### Play-off
| Umístění      | Vítězný tým | Výsledek | Poražený tým |
| ------------- | ----------- | -------- | ------------ |
| o postup      | Austrálie   | 3-0      | Nový Zéland  |
| o 3.-4. místo | Thajsko     | 3-0      | Indonésie    |
| o 5.-6. místo | Uzbekistán  | 2-1      | Jižní Korea  |
| o udržení     | Tchaj-wan   | 3-0      | Indie        |

- Austrálie postoupila do baráže o Světovou skupinu II.
- Indie sestoupila do 2. Skupiny pro rok 2010.

## 2. skupina
- Místo: State Tennis Center, Perth, Austrálie
- Povrch: tvrdý (venku)
- Datum: 4.- 6. února 2009

|    | 2. skupina       | KAZ | HKG | SIN | IRA |
| 1. | Kazachstán (3-0) |     | 3-0 | 3-0 | 3-0 |
| 2. | Hongkong (2-1)   | 0-3 |     | 3-0 | 3-0 |
| 3. | Singapur (1-2)   | 0-3 | 0-3 |     | 3-0 |
| 4. | Írán (0-3)       | 0-3 | 0-3 | 0-3 |     |

- Kazachstán postoupil do 1. skupiny pro rok 2010.